# Erik Ersberg
Erik Ersberg (Sala, 8 marzo 1982) è un ex hockeista su ghiaccio svedese.

## Palmarès

### Mondiali
- 1 medaglia:
  - 1 argento (Slovacchia 2011)